# Pleurotus incarnatus
Pleurotus incarnatus är en svampart som beskrevs av Hongo 1973. Pleurotus incarnatus ingår i släktet Pleurotus och familjen musslingar.   Inga underarter finns listade i Catalogue of Life.